# Hamann Motorsport
| Hamman Motorsport  |                                                                                        |
| One of a kind cars |                                                                                        |
|                    |                                                                                        |
| Tipo               | Marca y Negocio                                                                        |
| Industria          | Industria Automotriz                                                                   |
| Fundación          | 1986                                                                                   |
| Fundador           | Richard Hamann                                                                         |
| Sede Central       | Laupheim                                                                               |
| Personas clave     | Marion Hamann                                                                          |
| Productos          | Tubos de escape llantas suspensiones frenos modificación de motor elementos interiores |
| Partners           | Liqui Moly Vredestein Dunlop Automotivepro Continental Demi                            |
| Sitio web          | Hamman Motorsport                                                                      |

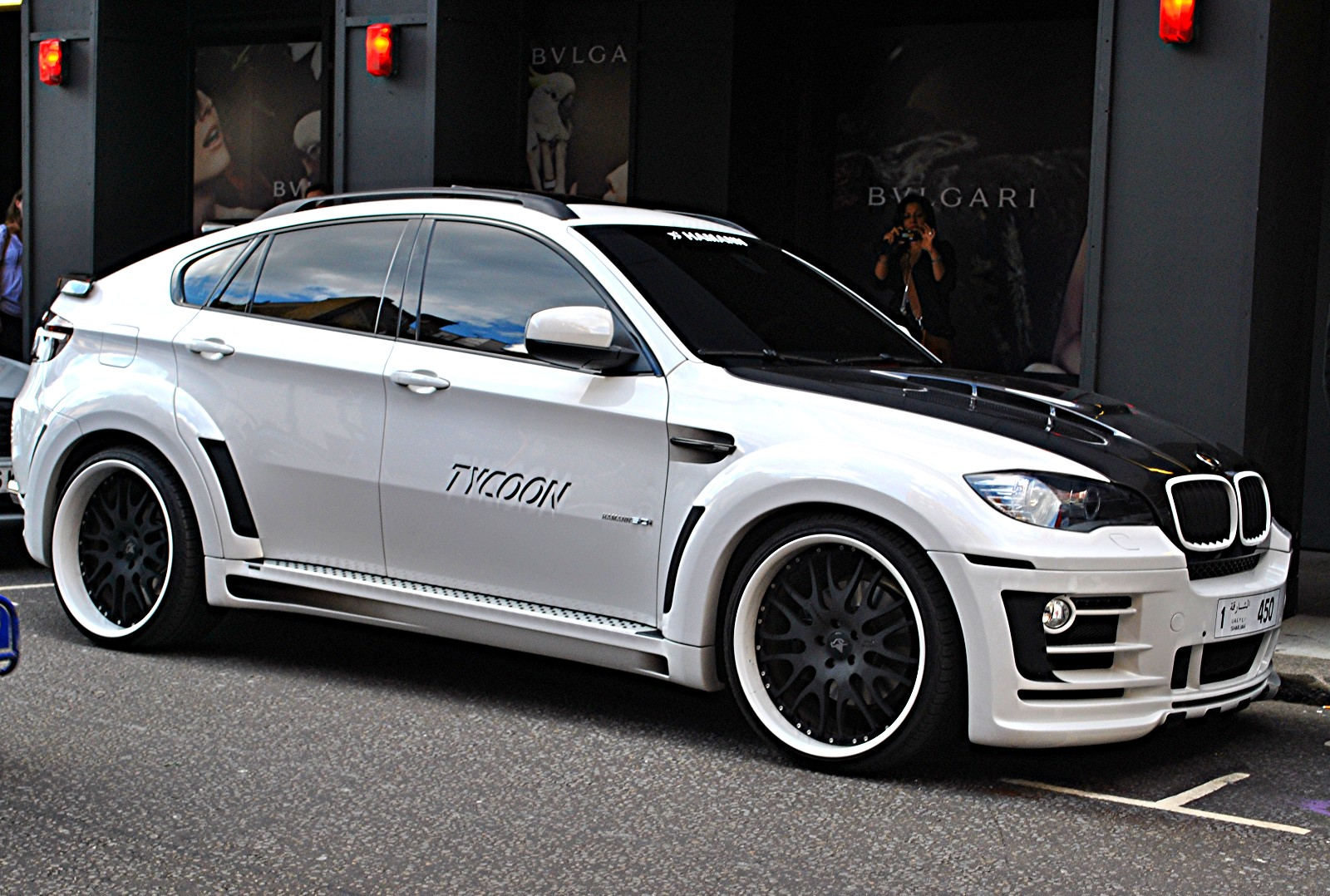
BMW X6 personalizado por Hamann Motorsport, fotografiado en Londres

Hamann Motorsport GmbH es una compañía alemana de tuning/modificación/preparación de vehículos con sede en Laupheim. Está especializada en las siguientes marcas de automóviles: Audi, Aston Martin, Bentley, BMW, Mini, Ferrari, Fiat, Jaguar, Land Rover, Maserati, Mercedes, Rolls Royce, Porsche y Lamborghini. Hamann Motorsport fue fundada por Richard Hamann en 1986.
En sus comienzos Hamann trabajaba solo con automóviles alemanes, más en concreto BMW, pero desde entonces, ha ampliado su negocio a otros fabricantes de automóviles como Lamborghini, Porsche, Aston Martin y Ferrari. No siendo fabricante de automóviles crea modelos únicos en su clase, customizando/personalizando modelos ya de por sí exclusivos como el Aston Martin One-77.
Hamann ofrece cambios tales como alerones de bajo perfil, kits para el chasis completo, divisores de fibra de carbono y llantas de aleación de varias piezas. Otras mejoras incluyen LSD(diferencial de deslizamiento limitado) de carreras, sistemas de escape de carreras frenos de disco de doce pistones y remapeado del motor. La empresa diseña y construye sobre numerosas partes del automóvil original, pudiendo afinar el motor del coche, bajar la altura del coche, hacer un nuevo cuerpo con más características, o instalar neumáticos de carreras.
El primer coche de la marca Hamann Motorsport fue BMW M3 E30, produciendo 348 CV (256 kW) de un motor R4 de 2,3 litros (con turbocompresor). El coche acelera de 0-60 mph en 5.1 segundos y alcanza la velocidad máxima de 170 mph (273 km / h).
Hamann Motorsports diseñó algunos coches(partiendo de modelos existentes), por ejemplo, el Lamborghini Murciélago LP640. Hamann construyó el motor desde cero para mejorar la potencia hasta llegar a 690 CV modificando el sistema de gestión del motor e instalando un sistema de escape personalizado. Para el exterior Hamann no cambió mucho, solo instalaron las ruedas negras mate.

## El hombre tras la marca
Richard Hamann nació el 14 de abril de 1957 en Múnich. Su vida entera ha estado ligada al mundo de la automoción y más concretamente a la marca BMW. No es casualidad que sus primeras preparaciones se centrasen en esta marca y durante un tiempo trabajase con vehículos de este fabricante en exclusiva, los cuales conocía a la perfección. Entre sus números en las pistas se cuentan más de 700 carreras disputadas así como 300 podiums y 103 victorias, tanto en el DTM como en la categoría de sport prototipos y fórmula 3. Entre otros récords tuvo el honor de ser el piloto más rápido, por un tiempo, en el circuito de Nürburgring Nordschleife. Durante 20 años la carrera de Hamann ha estado plagada de éxitos hasta que apoyándose en su experiencia decidió dar el salto a la preparación de vehículos.
Fue en 1986 cuando Hamann modifica su primer coche, el BMW M3 E30. El hecho de conseguir semejante nivel de prestaciones en un automóvil tan liviano como aquel BMW le valió a Hamann la aclamación de la prensa especializada. Años más tarde Hamann decidió dar el salto definitivo, no limitándose a trabajar exclusivamente con marcas alemanas. Para ello eligió el Ferrari F40, al que se hicieron multitud de modificaciones para personalizarlo:
|                          | Modificaciones - capó y paragolpes delanteros modificados - Modificación de paragolpes trasero y alerón - Refuerzos en la estructura - Modificación del sistema de refrigeración - Instalación de nuevos turbocompresores - Modificación de los faros delanteros |
| Características técnicas | - Potencia: 620 CV - Peso: 1202 kilogramos - 0 a 100 km/h: 3.8 segundos - Velocidad máxima: 345 km/h |

Aquejado de cáncer de pulmón durante los últimos años de su vida, Richard Hamann moría el 17 de marzo de 2011 a los 53 años dejando tras de sí una compañía de referenciaen lo que a tuning y preparaciones de vehículos de alta gama se refiere, trabajando actualmente con las siguientes marcas de automóviles: Aston Martin, Bentley, BMW, Ferrari, Fiat, Jaguar, Lamborghini, Land Rover, Maserati, McLaren, Mercedes-Benz, Porsche y Rolls Royce. Hamann Mostorsports está dirigido en la actualidad por Marion Hamann, viuda del fallecido Richard Hamann, operando desde Laupheim, en la que tiene su base en una nave de 10.000 metros cuadrados en la que se diseña y construyen todos los elementos que han de ser montados a posteriori, en un proceso llevado a cabo bajo normas ISO.

## Áreas de trabajo
Varias son las zonas en las que Hamann se ha especializado desde sus comienzos: Body kits por un lado, llantas de aleación, sistemas de escape, suspensiones y frenos, modificación de motor e interiores y accesorios.

### Body kits
Los body kits son elementos que mejoran la estética del vehículo exteriormente así como su perfil aerodinámico. Entre los elementos en que se ha especializado Hamann están los paragolpes traseros y delanteros así como los faldones laterales o los extensores/molduras para guardabarros. Otros elementos que también se pueden ver en las preparaciones son spoilers para el techo o spoilers traseros. Los body kits pueden contener uno o varios elementos. Un ejemplo de los bodykits lo podemos observar en el siguiente automóvil:
| Automóvil original | Automóvil modificado |
| ------------------ | -------------------- |
|                    |                      |

Se puede observar la modificación fundamentalmente en los faldones.

### Llantas de aleación
Hamann lleva produciendo casi desde sus inicios llantas de aleación, una muestra de ello son las llantas que montaban los BMW serie 3 de los años 90, PG3, que podemos ver en el lateral derecho de esta sección. En este apartado Hamann siempre ha sido bastante comedido y flexible, montando llantas a medidas que pueden ir desde las 17 pulgadas que pueda llevar un automóvil pequeño a las 23 pulgadas que puede montar un SUV de una marca como BMW. Hamann ha ido cambiando su gama a lo lago de los años, pasando de fabricar llantas de 5 radios a llantas multirradio, como se puede observar:
|                                                |                                                      |                                              |                                        |
| BMW M3 E46 con llanta PG2 de 19 pulgadas(2004) | Aston Martin Vantage con llanta de 21 pulgadas(2008) | BMW serie 6 con llantas de 20 pulgadas(2008) | BMW X6 con llanta de 23 pulgadas(2015) |

Si bien los primeros modelos, en este caso un BMW M3 E46 montaban unas llantas de corte más clásico, los siguientes modelos, particularmente a finales de la década pasada se comenzaron a caracterizar por montar llantas multirradio y sobre todo por hacer uso intensivo del color negro.

### Sistemas de escape
Al igual que ocurre con la mayoría de elementos trabajados por Hamann, los sistemas de escape de humos comenzaron a montarse primeramente en modelos de la marca BMW, para transicionar después a otras marcas, cubriendo finalmente todo el espectro de marcas con las que trabaja Hamann. Ya desde el comienzo se realizaron sistemas de escape con 4 salidas si bien se pueden encontrar, sobre todo en modelos menos prestacionales, escapes con 2 vías de salida:
|                                    |                                           |                             |                                                                  |
| Serie 7 con escape de 2 vías(2005) | Lamborghini Gallardo con escape de 4 vías | BMW X6 con escape de 2 vías | BMW X6 con escape de 4 vías y adaptador para el paragolpes(2016) |

### Suspensión y frenos
Tan sólo hasta hace relativamente poco ha entrado Hamann a modificar las suspensiones y a montar nuevos elementos de frenado. En lo referente a las suspensiones las soluciones generalmente utilizadas pasan por una rebaja en la altura, montando muelles progresivos que consiguen rebajar la altura del coche al suelo entre 35 y 45 milímetros, lo cual redunda en un mejor manejo al bajar el centro de gravedad. Uno de los primeros automóviles en que se rebajó la altura fue el BMW E39, reduciendo en 40 milímetros delante y 25 detrás la altura del coche. Desde entonces le han seguido muchas de las preparaciones, como por ejemplo el BMW serie 3 convertible de 2007, en el cual se rabajaba la suspensión 35 milímetros delante y 20 detrás.
Al igual que con las suspensiones los frenos han sido otro elemento que ha tardado en aparecer en las preparaciones de Hamann. En este caso el preparador ha optado por añadir discos de frenado de mayor tamaño, con pinzas de freno en color generalmente rojo, siendo más común el uso de frenos cerámicos cuanto más prestacional es el vehículo.
|                                      |                                                   |                                  |                                                       |                                               |
| M3 E92 con suspensión rebajada(2008) | Serie 3 convertible con suspensión rebajada(2007) | Fiat 500 con suspensión rebajada | Muelles de suspensión para Aston Martin Vantage(2016) | Sistema de frenos cerámicos para BMW X6(2016) |

### Modificación de motor
La modificación de motor se lleva a cabo generalmente remapeando a través de la ECU o bien añadiendo otra unidad de control nueva. Otro de los aspectos en que se trabaja es la eliminación de la velocidad máxima, anulando el limitador con lo cual las velocidades a alcanzar son sensiblemente superiores. Por ejemplo para el M3 92 de 2008 se pasaba de 250 km/h a 300 km/h de velocidad máxima, mientras que el M4 F82 de 2014 pasaba de 250 a 280 km/h de velocidad punta gracias al añadido de una nueva unidad de control.
A la par Hamann ha introducido en sus preparaciones conceptos que apenas llegaban al gran público, como es el uso de sonidos para simular ciertas motorizaciones, mejorando la acústica del motor. Para los BMW X5 y X6 se puede, a través de una APP utilizando el teléfono móvil, modificar los sonidos emitidos por el motor utilizando como ayuda los altavoces del vehículo y mediante la ECU. Este sistema se conoce como Active Sound y mejora sensiblemente la acústica del motor y la sensación de potencia.

## Modelos más notables
A lo largo de la corta pero intensa historia de Hamann como preparador algunos de sus modelos han suscitado la aclamación de la prensa especializada.

### Serie 5 años 90
A mediados de la década de los 90 y en paralelo con su trabajo en otras marcas de automóviles Hamann realizó varias modificaciones a la serie 5 de BMW. La primera consistía en el 532i. Para este coche se equiparon spoiler delanteros y traseros así como faldones laterales, spolier en el techo y alerón trasero, recurriendo en esta ocasión Hamann al concurso de una empresa externa para la realización de las llantas, en este caso OZ Racing. Para estas llantas se utilizaron espaciadores de 1 pulgada, mientras que se rebajaba la suspensión 40 milímetros delante y 20 detrás.
Posteriormente a esta versión Hamann distribuyó kits para los distintos vehículos de la serie 5.  Para el BMW 540i se podían conseguir diversos kits que elevaban la potencia a 350 o 360 CV. Para ello se utilizaba un nuevo sistema de salida con tubos de 2 vías de acero inoxidable.
Entre las versiones del bmw e39 cabe mencionar al modelo Daytona Beach. Este kit incluía pasos de rueda delanteros y traseros ensanchados así como rejillas laterales de ventilación cromadas o faldones laterales. El coche montaba las llantas PG3 de 5 radios.
Estos modelos se podían equipar con un kit especial de suspensión deportiva que permitía rebajar hasta en 60 milímetros delante y 30 detrás el automóvil.

### Gallardo Hamann Victory(2010)
En 2010, momento en que se encontraba en su mayor esplendor el modelo Gallardo de Lamborghini, Hamann presentó de forma continua 2 preparaciones, conocidas como Victory I y II de este automóvil. Para la preparación Victory I se montaban puertas de apertura vertical mientras que mediante reprogramación de la ECU se aumentaba la potencia disponible a la par que se instalaba un nuevo sistema de escape, nuevas llantas y frenos.
Se diseñó un body kit con el cual la carrocería ganaba unos centímetros de ancho, añadiendo un spoiler delantero y trasero así como nuevos y más anchos pasos de rueda, que dan el aspecto más ancho al conjunto. La inclusión de faldones laterales y trasero junto con una toma de aire en techo terminaban un conjunto singular, vestida con una línea de color anaranjado que recorre la carrocería en sentido longitudinal.
Las puertas con apertura vertical ayudan a mejorar el aspecto deportivo del vehículo, aportan ciertas reminiscencias al Lamborghini Countach. Acorde con el diseño general del vehículo para las puertas se guarda el mismo estilo de color, así como en el interior, donde se combina el color negro con el naranja.
A la hora de modificar el motor se procedió a reprogramar la ECU, obteniendo 40 CV adicionales y un incremento de velocidad de 315 a 320 km/h. Para una ganancia de potencia adicional el kit Victory incluía un escape de acero inoxidable de 4 vías así como un catalizador deportivo, incrementando en 28 CV más la potencia.
Remataban el automóvil llantas de 20 pulgadas y frenos de disco de 380 milímetros con pinzas que podían ir en el color deseado por el cliente.
El modelo Victory II partía del Lamborghini Gallardo LP-560-4, siendo su velocidad máxima de 328 km/h, a la vez que se perdía alguno de los elementos, como la apertura vertical de las puertas mientras que se modificaban otros como el alerón posterior.
|  |  |  |  |  |

### Mercedes-Benz SLS AMG Hamann(2010/2011)
En 2010 y 2011 Hamann modificaba el ya de por sí prestacional y bello SLS, en su versión AMG, para llevarlo a nuevas cotas en lo que a estilismo se refiere. Dos preparaciones se hicieron, para la primera la mayor modificación se produjo en las llantas, que pasaron a ser de 21 pulgadas, mientras que la segunda transformación fue apodada Hawk. En este caso el mayor cambio se produjo en el exterior, combinando elementos en fibra de carbono junto con tonos rosáceos. El interior se modificó añadiendo abundantes detalles en fibra de carbono y se montaron llantas de 21 pulgadas. En lo referente al motor se remapeó el mismo, siendo la cifra final de potencia de 636 CV, en contraste con los 571 CV del modelo de 2010.
Una nueva versión de este exitoso automóvil fue lanzada en 2013, para la cual se utilizaba el color negro, preparación conocida como All-black. En este caso se utilizaban llantas de 20 pulgadas delante y unas monstruosas llantas de 21 pulgadas detrás, con un ancho de 375 milímetros que daba un aspecto de muscle car al automóvil.